# Buque de salvamento y rescate

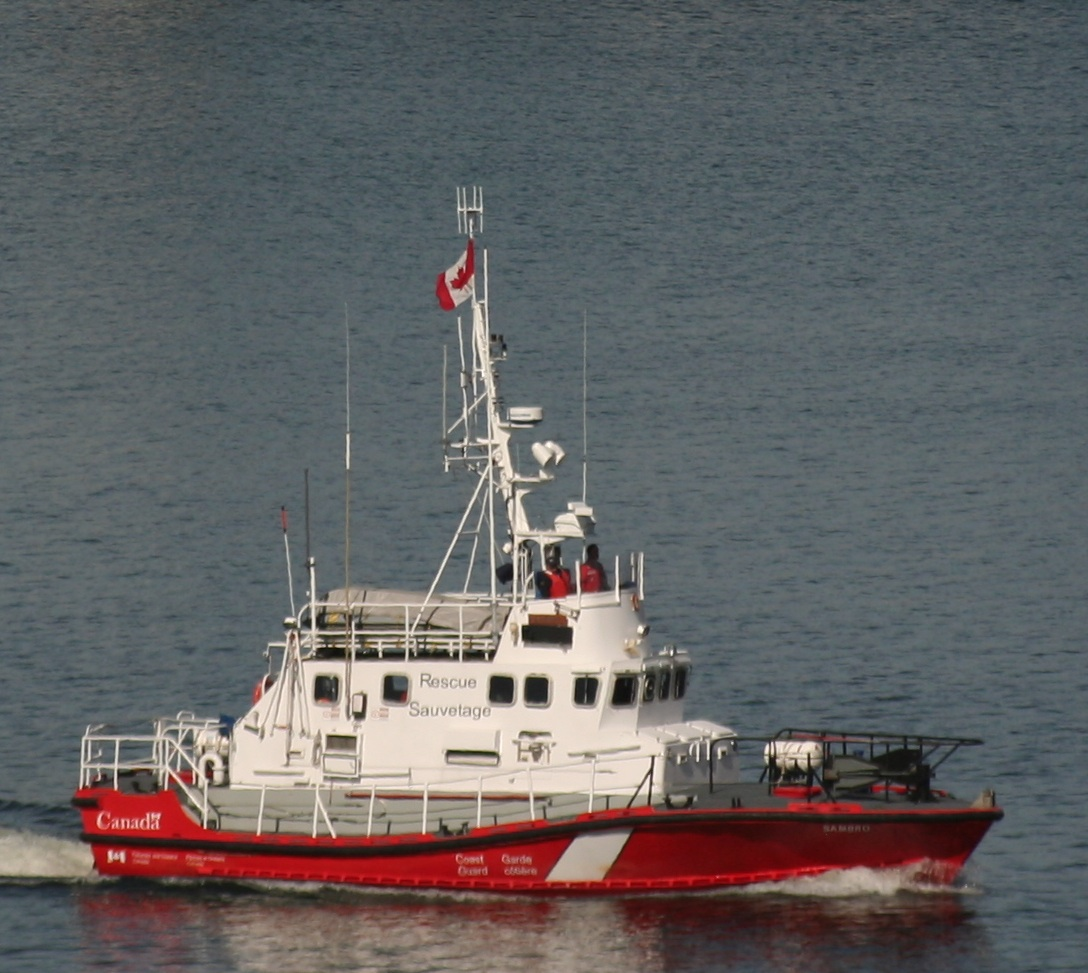
CCGS Sambro, barco de búsqueda y rescate la Guardia Costera canadiense

Un buque de salvamento y rescate (BSR) es una embarcación de medianas a grandes dimensiones cuyo propósito principal son las tareas de rescate y salvamento de personas, equipos y embarcaciones en alta mar. Entre sus cometidos más destacados figuran la ayuda humanitaria, localización de embarcaciones naufragadas y tareas de evacuación masiva.
Estos buques pueden ser navíos civiles o militares y formar parte de flotas especializadas públicas o privadas (como Salvamento Marítimo o los cuerpos de bomberos), armadas, guardia costera, instituciones internacionales y ONG. Otras embarcaciones menores, como las lanchas de intervención rápida o los botes salvavidas, aunque pueden formar parte de las mismas flotas y unidades, no se incluyen en esta definición.

## Terminología
En español se suele usar el término «salvamento y rescate» (SyR) o «rescate y salvamento» para el conjunto de tareas, terrestres, aéreas o marítimas, que se llevan a cabo para cumplir una misión cuyo fin es salvar vidas. En inglés se utiliza el término Search and Rescue (‘búsqueda y rescate’, SAR), que con los años ha sido adoptado por otros idiomas (traducido o sin traducir). En algunos países de habla hispana también se ha llegado a usar este término.

## Descripción
Los BSR vienen en una multitud de tamaños, diseños y equipamiento según sus objetivos y el lugar donde prestan servicio. Algunas clases son diseñadas especialmente a este fin, mientras que otras son adaptaciones de barcos civiles o militares, especialmente remolcadores por su capacidad de tiro y polivalencia. Prestan servicio en mar abierto y en los principales ríos, dejando los cuerpos de agua de menor extensión como lagos y ríos menores a cargo de barcos de tamaño más reducido.
Teóricamente, toda embarcación puede servir como plataforma de rescate, y cuanto mayores sus dimensiones mayor es la cantidad de personas que puede acoger. En casos donde la emergencia es inminente y no hay buques especializados en la vecindad, esta tarea recae casi siempre en embarcaciones de cualquier tipo que se encuentran cerca del lugar del incidente. Un conocido ejemplo es el caso del hundimiento del Titanic y el rescate llevado a cabo por el RMS Carpathia.
Lo que distingue a los BSR es su disposición para realizar todas las tareas requeridas en una multitud de contingencias y situaciones de emergencia, disponiendo para ello del equipamiento y personal especializado, bien formado por voluntarios capacitados bien por personal de vocación. Algunos BSR disponen de una helisuperficie, a veces con helicóptero propio y otras para permitir el aterrizaje de aeronaves en misiones conjuntas.

### Buques antiincendios
Cuando el incidente que requiere la intervención de uno o más BSR involucra un incendio, es necesario que el personal que acude al lugar del incidente (habitualmente una embarcación, aunque podría ser un islote, una plataforma petrolífera, etc.) disponga de equipo de extinción de fuego. Muchos de los grandes buques llevan instaladas potentes bombas y monitores de agua, y sus equipos cuentan con la formación y herramientas adecuadas. Este es el caso de los buques españoles de la clase Don Inda de Salvamento Marítimo, o las clases 36-m y 46-m del Servicio Marítimo de Búsqueda y Rescate de Alemania, que prestan servicio en el mar del Norte y en el mar Báltico.
Al mismo tiempo, los propios buques antiincendios que patrullan los ríos y costas de algunos países pueden llegar a servir en diversas misiones de rescate que no implican incendios (lo mismo que las unidades de bomberos terrestres). Precisamente fueron el antiincendios John D. McKean, junto con la lancha de intervención rápida del FDNY Marine 1 Alpha, los primeros en acudir al rescate de los pasajeros y tripulación del vuelo 1549 de US Airways aterrizado en el río Hudson.

### Buques militares
Cuando se trata de misiones de rescate y salvamento de carácter militar (por ejemplo, apoyo a submarinistas y rescate submarino), son las armadas las encargadas de su cumplimiento. Algunas cuentan con unidades y buques especializados para este tipo de tareas, mientras que en otras se combinan unidades militares de rescate con buques de la fuerza naval desplegados puntualmente.
En algunos países es la armada la que se encarga de las misiones de rescate y salvamento, tanto civiles como militares. Se trata de barcos adaptados de clases civiles o militares, aunque muchas veces se llevan a cabo por barcos multifuncionales. Esto ocurre sobre todo en países pequeños o aquellos que no cuentan con los recursos suficientes para disponer de unidades de rescate vocacionales o mantener buques destinados a este único fin. En estos países las armadas suelen prestar sus barcos a las autoridades civiles para el cumplimiento de misiones concretas, incluyendo búsqueda y rescate, evacuación de personas y transporte médico (barco ambulancia).

## Países

### España

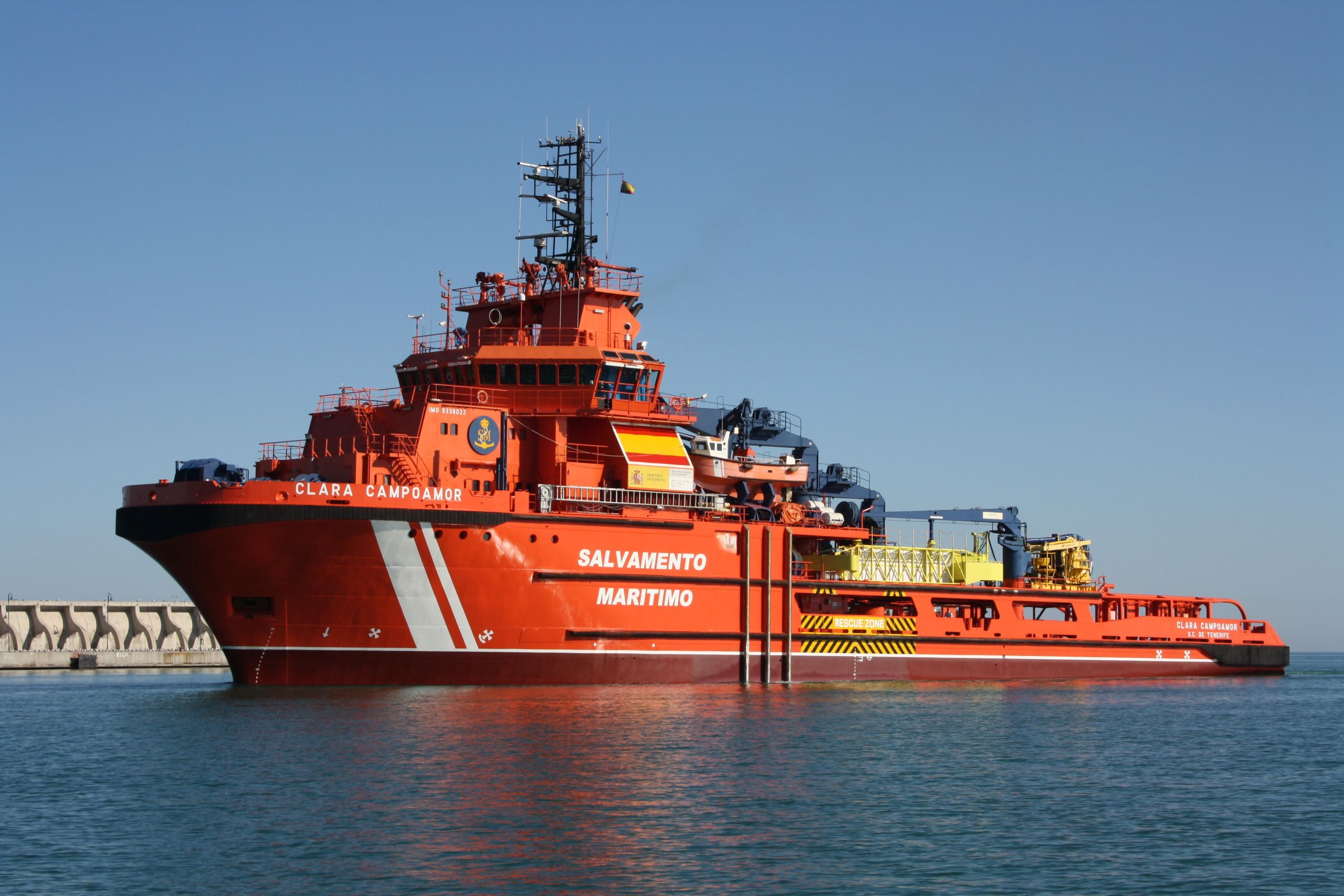
El BSR Clara Campoamor de Salvamento Marítimo.

En España las misiones gubernamentales de salvamento y rescate son competencia de la Sociedad de Salvamento y Seguridad Marítima, conocida como Salvamento Marítimo (SM), una entidad pública dependiente del Ministerio de Fomento por medio de la Dirección General de la Marina Mercante, y que cuenta con una flota de varias clases de barcos, algunos especialmente diseñados para Salvamento Marítimo de acuerdo con sus especificaciones. Entre los BSR actualmente en servicio, cabe destacar los siguientes:
- Clase Don Inda: Los buques Don Inda (2006) y Clara Campoamor (2007) son barcos polivalentes fabricados en Vizcaya especialmente para Salvamento Marítimo a partir del modelo noruego UT Design 722L. Son los barcos más grandes de SM con 80 metros de eslora, una potencia de tiro de 228 toneladas y equipados con tecnología punta para las misiones de SyR. Su fabricación fue el desenlace de las carencias detectadas en materia de salvamento durante el desastre ecológico provocado por el petrolero Prestige. Siendo precisamente una de las especialidades de estos barcos el ámbito de la contaminación marítima,  disponen de capacidad de recogida, almacenamiento y trasvase de 1750 metros cúbicos de residuos contaminantes.
- Clase Luz de Mar: Los buques Luz de Mar y Miguel de Cervantes (conocidos anteriormente como ECOSAR Boreal y Austral respectivamente) son barcos polivalentes fabricados en Vigo especialmente para Salvamento Marítimo. Con 56 metros de eslora, su tripulación consta de 18 personas y 8 auxiliares.

La misión principal de estos buques es llevar a cabo operaciones de búsqueda y rescate en las zonas de responsabilidad asignadas a España (más de 1 500 000 km²), como también la lucha contra la contaminación marítima y asistencia a embarcaciones. También participan en el control del tráfico marítimo en zonas de mucho tránsito, como lo son el estrecho de Gibraltar y el DST a la altura de Finisterre.

#### Armada
Los buques de salvamento y rescate de la Armada Española pertenecen a la Fuerza de Acción Marítima (FAM) y dependen orgánicamente del Centro de Buceo de la Armada (CBA), siendo tanto adaptaciones de barcos de otras clases como navíos diseñados especialmente para este fin. Estos últimos son construidos en torno a un tipo de buque modular, el Buque de Acción Marítima (BAM), fabricado por Navantia especialmente para la armada, y pueden ser adaptados a distintos propósitos sobre una base común. Uno de estos propósitos, el de Salvamento y Rescate, consta de buques, personal y equipos especializados para las misiones militares de rescate, con énfasis en la intervención subacuática.
Sin embargo, son los barcos más antiguos, adaptaciones de remolcadores militares, los que acumulan más experiencia y todavía forman parte activa de la FAM (aunque está previsto que sean reemplazados por unidades BAM). Estos navíos incluyen al buque de salvamento Neptuno (A-20) y al buque de salvamento Poseidón (A-12).

## En el Mediterráneo

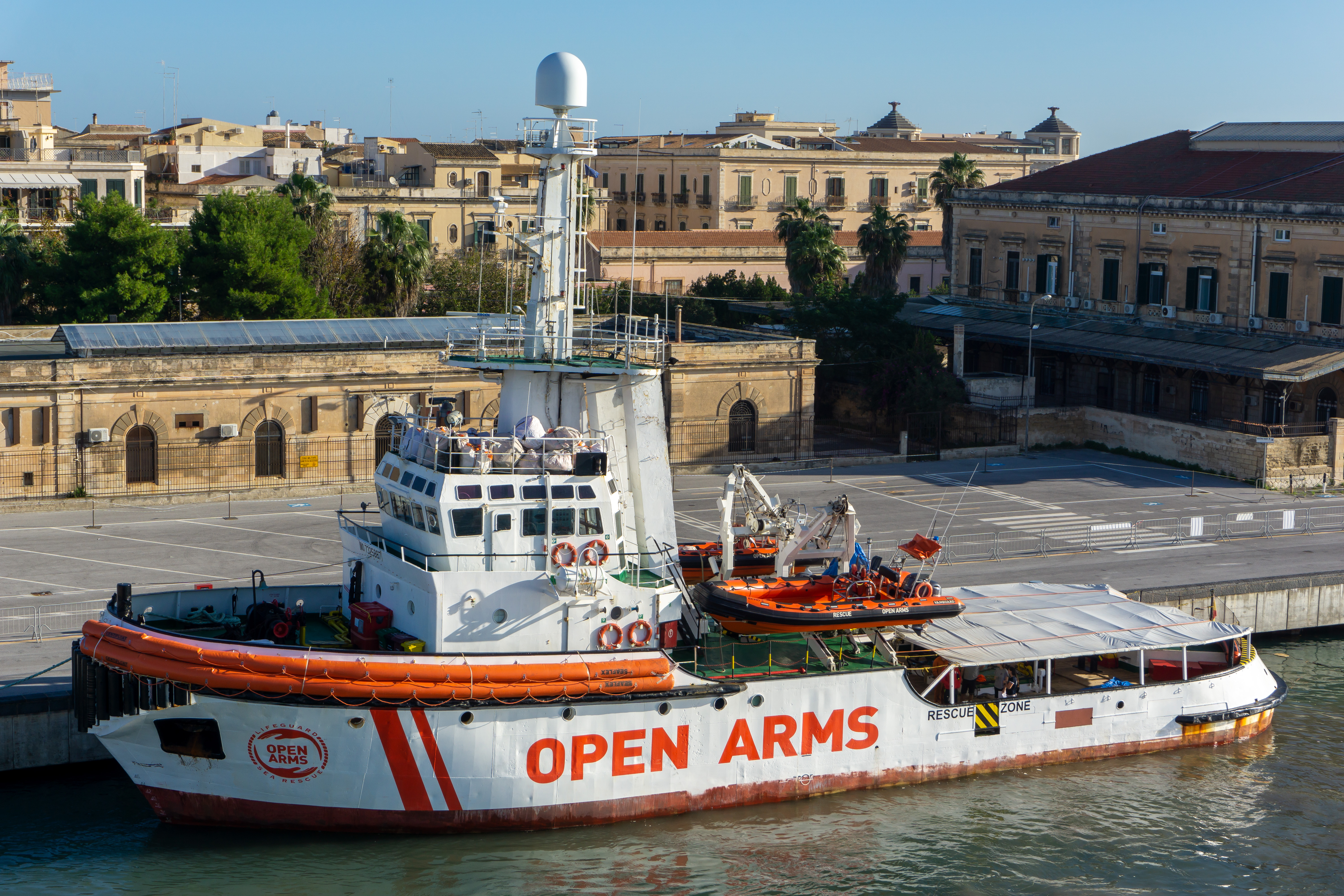
El Open Arms atracado en el puerto de Siracusa, Sicilia (Italia)

El mar Mediterráneo ha sido en los últimos tiempos uno de los escenarios más notables de actividades de salvamento y rescate, debido a las olas de inmigración irregular desde países de África y la llegada de refugiados por vía marítima (entre otras) de países de Oriente Próximo y Medio, muchas veces en embarcaciones desbordadas y en malas condiciones. Las operaciones en este ámbito se suelen llevar a cabo tanto por barcos fletados por distintas ONG como por navíos de las unidades de SyR de los países implicados, sobre todo los países europeos de destino. De vez en cuando se ven implicados en dichas labores buques militares destinados en el Mediterráneo.
En el caso de las ONG, habitualmente se trata de naves no diseñadas específicamente para las labores de rescate, que sirven sobre todo para la acogida de migrantes en alta mar, cuyas embarcaciones, en su mayoría pateras y pequeños pesqueros, se encuentran a la deriva. El objetivo de estos barcos es servir básicamente de medio de transporte hacia tierra firme, facilitando asistencia médica básica en casos que la requieren. Pero no son BSR en el sentido estricto de la definición, como tampoco lo son los grandes pesqueros y demás barcos civiles que de vez en cuando se ven implicados en las tareas de rescate. Entre los más conocidos de estos barcos figuran el Open Arms, el Aquarius 2, el Sea Watch, el Lifeline o el Louise Michel, entre otros.
Las actividades de las naves civiles muchas veces entran en conflicto con las legislaciones locales en materia de espacio marítimo e inmigración. Eso ha conllevado a incidentes tanto en las aguas territoriales de los países de destino como en las de los países de partida.